# Gottfried von Pentz
Gottfried von Pentz (1716 – 3. december 1801) var en dansk officer.
Han var søn af Valentin von Pentz til Bresewitz og Margrethe Cathrine f. von Engel, begge af mecklenburgsk adel; faderen havde stået i dansk tjeneste ved Schacks Infanteriregiment, hvorfra han 1699 tog afsked med kaptajns karakter. Gottfried von Pentz blev 1732 fænrik ved fynske hvervede infanteriregiment, 1736 sekondløjtnant, 1740 ved køb kaptajn ved sjællandske hvervede regiment, 1750 major, 1760 oberstløjtnant, 1763 kommandør for oldenborgske nationale bataljon, samme år virkelig major ved Livgarden til Fods, 1765 ved gardens reduktion «kommandant» for samme, men måtte 1766 træde tilbage som major, idet han samtidig fik obersts karakter, 1767 kommandør for Holstenske Regiment, 1768 for kongens eget regiment. 1772 var Pentz medlem af den domstol, efter hvis kendelse ægteskabet mellem Christian VII og Caroline Mathilde ophævedes, og han var derefter udset til overhofmester hos dronningen, da det påtænktes at lade hende tage ophold på Aalborghus. 1773 blev han deputeret i Generalitets- og Kommissariatskollegiet og var samme år og 1784 medlem af de store kommissioner, der nedsattes for at gøre forslag til reformer i Hærens ordning. Pentz havde i sin tid været anerkendt for en særdeles dygtig officer, hvorimod dommen om hans senere virksomhed ikke lyder slet så gunstig. Han blev 1774 generalmajor, 1781 Ridder af Dannebrog, 1787 generalløjtnant og fik 1795 afsked med karakter af general. Pentz, der efter indfødsrettens udstedelse 1776 var blevet naturaliseret som dansk adelsmand, døde 3. december 1801. Han var gift med sin slægtning Beate Margrethe f. von Engel, datter af dansk kaptajn Hans David von Engel til Bressen i Mecklenburg.